# Sakura Taisen
Sakura Taisen (japanisch サクラ大戦, dt. „Kirschblüten-Kriege“), auch als Sakura Wars bekannt, ist ein japanisches Medien-Franchise nach einer Idee von Ōji Hiroi, dem Charakterentwurf von Kōsuke Fujishima und dem Charakterdesign von Hidenori Matsubara, das von Red Entertainment und Sega entwickelt wurde. Begründet wurde es durch das gleichnamige Adventure/Strategie-Rollenspiel mit Ren’ai-Simulationszügen, das 1996 für die japanische Sega-Saturn-Spielkonsole erschien. Seitdem erschienen neben Adaptionen für weitere Spieleplattformen in Japan mehrere Fortsetzungen, Prequels, Nebengeschichten und Ableger. Außerdem gibt es Adaptionen als Light Novel, Manga und Anime und für das Theater. Es gehört dem Genre des Steampunk an.

## Handlung
Die originale Handlung wurde durch die Shochiku-Revue und die Takarazuka-Revue inspiriert.
Angesiedelt ist die Handlung von Sakura Taisen in einem alternativen Universum in Japan zur Zeit der Taishō-Zeit um 1920 in Tokio. In diesem Universum gab es den sogenannten „Kouma-Krieg“, bei dem ein riesiger Dämon in Nihonbashi in Tokyo auftauchte, welcher zwar erfolgreich, aber doch unter hohen Verlusten durch das Anti-Dämonen-Team der Kaiserlichen Armee gebannt werden konnte.
Seitdem stehen die wenigen jungen Frauen, die dafür geeignet sind, die dampfbetriebenen, haushohen Kampfroboter zu steuern, gegen die erneute Bedrohung in Bereitschaft. Diese Frauen sind getarnt als Frauen-Theatergruppen im Stile der Takarazuka-Revue (jap. Takarazuka kagekidan).
Die Serie beginnt mit den Abenteuern der als Blumengruppe (花組, hanagumi) bekannten Kaiserlichen Eingreiftruppe (帝國華撃團/帝国華撃団, teikoku kagekidan), die von dem gerade graduierten Fähnrich der Kaiserlichen Marine angeführt wird. Dieser wurde auch deswegen dieser Truppe zugeteilt, weil er ebenfalls die Fähigkeit besitzt, die dampfbetriebenen Kampfroboter zu steuern. Damit stellt er eine Ausnahme dar, denn vorher ist davon ausgegangen worden, dass nur Frauen über die dafür benötigte hohe spirituelle Kraft verfügten.

## Videospiele
Das Strategie-Rollenspiel nutzt ein simulationsbasiertes Geschichtssystem. Das Spiel hat wie jedes andere Rollenspiel eine grundlegende Handlung, jedoch ist das Schicksal des Spielers nicht festgelegt. Die Charakterinteraktion spielt eine wichtige Rolle, so beeinflusst diese dramatisch die Geschichte und den Ausgang des Spiels. Pflegt der Spieler Beziehungen zwischen bestimmten Charakteren, steigt deren Leistung im Kampf und die Stärke ihrer Angriffe. Das bedeutet, dass die sozialen Elemente des Spiels eng mit dem Kampfsystem verbunden sind.
Die Geschichte der Hauptspiele besitzt einen episodenartigen Charakter, wobei jede Episode einen eigenen Blickfang und eine Vorschau auf die nächste Episode besitzt, womit das Gefühl, einen japanischen Anime zu sehen, nachgeahmt wird. Die Eyecatcher stellen für den Spieler die einzige Möglichkeit dar, den Fortschritt des Spiels richtig zu verfolgen und zu speichern. Außerdem werden sie oft genutzt, um den Übergang zwischen den zwei Hauptspielmodi darzustellen, aber dies ist nicht immer der Fall.
Bisher sind fast alle Spiele, das heißt vier von fünf Spielen der Hauptgeschichte, weitere acht Spiele (bestehend aus Vor- und Nebengeschichten) und acht andere Ableger-Spiele, nur in Japan veröffentlicht worden. Nur der fünfte Teil, Sakura Taisen V (engl. Sakura Wars: So Long, My Love), ist in Nordamerika und Europa veröffentlicht worden.
Ursprünglich für den Sega Saturn entwickelt wurde das Spiel immer wieder auch für neuere Konsolen-Systeme wie Dreamcast, PlayStation 2 (PS2), PlayStation Portable und zudem Microsoft Windows angepasst und auf diese portiert.

### Sakura Taisen
Die Portierung für die PS2 von 2003 erhielt den Titel Sakura Taisen – Atsuki Chishio ni (サクラ大戦 〜熱き血潮に〜). Der Untertitel (Atsuki Chishio ni, dt. „kochendes Blut“) bezieht sich auf Tanka 26 in Akiko Yosanos Sammlung Midaregami:
| やは肌の あつき血汐に ふれも見で さびしからずや 道を説く君 | Yawa hada no Atsuki chishio ni Fure mo mide Sabishikarazu ya Michi o toku kimi | Beneath my soft skin A hot surge of blood You have never felt Are you not lonely? You who teach the way |

Sakura Taisen ist ein Teil der Sakura Taisen Complete Box, Sakura Taisen 1&2 und Sakura Taisen Premium Edition.

### Sakura Taisen 2
Kimi, Shinita mō Koto Nakare (君、死にたもうことなかれ) bezieht sich auf den Titel eines Gedichtes (in alter Schreibweise: 君死にたまふことなかれ) von Yosano Akiko. Das Gedicht ist bekannt für die Schilderung ihrer Gefühle, als ihr jüngerer Bruder in den Russisch-Japanischen Krieg zog.
Von dem Spiel wurden über 500.000 Stück in den ersten Monaten verkauft.
Sakura Taisen 2 – Kimi, Shinita mō Koto Nakare ist ein Teil der Sakura Taisen Complete Box, Sakura Taisen 1&2 und Sakura Taisen Premium Edition.

### Sakura Taisen 3
Der Untertitel Paris wa Moete Iru ka (サクラ大戦3 〜巴里は燃えているか〜, dt. „Brennt Paris?“) bezieht sich auf ein bekanntes Zitat von Adolf Hitler, der General Dietrich von Choltitz fragte, wie es um die Zerstörung der „Stadt der Lichter“ stehe.
Sakura Taisen 3 – Paris wa Moeteiru ka ist ein Teil der Sakura Taisen Complete Box und Sakura Taisen Premium Edition.
Die Portierung für Microsoft Windows ist ein Teil des Sakura Taisen World Projects.

### Sakura Taisen 4
Koi Seyo, Otome (恋せよ乙女) ist die erste Zeile von Gondola no Uta, eines bekannten Liedes, das 1915 von Shimpei Nakayama und Isamu Yoshii geschrieben wurde. Das Lied wurde auch als ein Element der Handlung in Akira Kurosawas Ikiru benutzt.
Sakura Taisen 4 – Koi Seyo, Otome ist ein Teil der Sakura Taisen Complete Box und Sakura Taisen Premium Edition.

### Sakura Taisen V
Bei der japanischen Fassung Sakura Taisen V – Saraba, Itoshiki Hito yo (サクラ大戦V 〜さらば愛しき人よ〜, dt. „Lebewohl, meine Liebe“) ist der Untertitel der gleiche Titel wie der japanische von Raymond Chandlers My Lovely.
Es ist Teil des Sakura Taisen World Projects und der erste Teil der am 30. März 2010 in Nordamerika und am 9. April 2010 in Europa als Sakura Wars: So Long, My Love, die durch NIS America veröffentlicht wurden. Die US-Fassung erschien dabei für die PlayStation 2 und die Wii, während die europäischen Fassungen auf letztere Plattform beschränkt blieben. Die PlayStation-2-Fassung enthält dabei zusätzlich neben der englischen Tonspur, noch die originale japanische. Die deutsche Fassung beinhaltet aber lediglich die englische Sprachversion mit einer deutschen Anleitung.

### Shin Sakura Taisen – New Sakura Wars
Nach über 10 Jahren Abstinenz von den westlichen Märkten brachte Sega 2020 mit dem im Westen schlicht Sakura Wars genannten neuen Spiel die Serie zurück. Das Spiel erschien in Japan im Dezember 2019 sowie weltweit im April 2020 für PlayStation 4. Die deutsche Fassung des Spiels enthält japanische Sprachausgabe und deutsche Untertitel und Menüs. Eine eigene Sprachausgabe wurde für die wesentlichen Märkte nicht aufgenommen.
Es handelt sich um den ersten von Sega selbst, und nicht mehr von Red Entertainment, entwickelten Teil der Serie. Die Entwicklung übernahm Segas interne CS R&D-Abteilung 2.
Die Handlung des Spiels findet in einem alternativen Tokio des Jahres 1941 statt, in der Blumendivision heruntergekommen und nicht mehr fähig ist, die Stadt gegen angreifen de Dämonen zu verteidigen. Die Verteidigung Tokios wird mittlerweile von einer Kampftruppe aus Shanghai übernommen. Der Spieler schlüpft in die Rolle von Seijiro Kamiyama, einem jungen Marine-Offizier, der abkommandiert wurde, um die Blumendivision wieder aufzubauen. Im Laufe des Spiels kann man das Vertrauen der einzelnen Kämpferinnen zu Kamiyama erhöhen, was auch die Zusammenarbeit in den Kämpfen verbessert. Im Verlauf der Geschichte lernt man die Hintergründe der Mitglieder der Blumendivision kennen und trägt Rivalitäten mit den Kampftruppen aus Shanghai, London und Berlin aus, die ebenfalls bei der Verteidigung Tokios unterstützen.
Erstmals rückte Sega in dieser Episode vom bekannten rundenbasierten Kampfsystem ab und die Mech-Kämpfe finden in Echtzeit statt.
Zum Spiel wurde ein Anime-Ableger produziert, welcher in Japan und den USA erschienen ist.

### Ableger
| Titel                                                                               | japanisch                                                                     | Jahr | Plattform                    | Genre     |
| ----------------------------------------------------------------------------------- | ----------------------------------------------------------------------------- | ---- | ---------------------------- | --------- |
| Sakura Taisen: Hanagumi Taisen Columns                                              | サクラ大戦 花組対戦コラムス                                                   | 1997 | Arcade, Saturn               | Puzzle    |
| Sakura Taisen: Hanagumi Tsūshin                                                     | サクラ大戦 花組通信                                                           |      | Saturn                       |           |
| Sakura Taisen: Jōki Radio Show                                                      | サクラ大戦 蒸気ラジヲショウ                                                   |      | Saturn CD-ROM 2              |           |
| Sakura Taisen: Teigeki Graph                                                        | サクラ大戦 帝撃グラフ                                                         |      | Saturn CD-ROM 2              |           |
| Sakura Taisen: Hanagumi Taisen Columns 2                                            | サクラ大戦 花組対戦コラムス2                                                  | 2000 | Dreamcast                    | Puzzle    |
| Sakura Taisen Online – Teito Nagai Hibi Sakura Taisen Online: Paris no Yūga na Hibi | サクラ大戦オンライン ~帝都の長い日々~ サクラ大戦オンライン ~巴里の優雅な日々~ | 2001 | Dreamcast                    |           |
| Ōgami Ichirō Funtōki – Sakura Taisen Kayō Show “Beni Tokage” yori                   | 大神一郎奮闘記～サクラ大戦歌謡ショウ「紅蜥蜴」より~                           | 2000 | Dreamcast GD-ROM 2           |           |
| Pocket Sakura                                                                       | ポケットサクラ                                                                |      |                              | Pedometer |
| Sakura Taisen GB: Geki-Hanagumi Nyūtai!                                             | サクラ大戦GB 檄・花組入隊!                                                    | 2000 | Game Boy Color               |           |
| Sakura Taisen GB 2: Thunderbolt Sakusen                                             | サクラ大戦GB2 サンダーボルト作戦                                              | 2001 | Game Boy Color               |           |
| Sakura Taisen Monogatari: Mysterious Paris                                          | サクラ大戦物語 〜ミステリアス巴里〜                                           | 2004 | PlayStation 2                |           |
| Sakura Taisen V Episode 0 – Kōya Samurai Musume                                     | サクラ大戦V EPISODE 0〜荒野のサムライ娘〜                                     | 2004 | PlayStation 2                |           |
| Jissen Pachinko Hisshouhou! CR Sakura Taisen                                        | 実戦パチンコ必勝法! CRサクラ大戦〜                                            | 2007 | PlayStation 2                | Pachinko  |
| Dramatic Dungeon Sakura Taisen – Kimi Aru ga Tame                                   | ドラマチックダンジョン サクラ大戦 〜君あるがため〜                            | 2008 | Nintendo DS                  | RPG       |
| Sakura Taisen: Teikoku Kagekidan Denmaku Club                                       | サクラ大戦 帝國華撃團 電幕倶楽部                                              |      | PC                           |           |
| Sakura Taisen: Denmaku Club 2                                                       | サクラ大戦 電幕倶楽部2                                                        |      | PC                           |           |
| Sakura Taisen 3: Desktop Accessories                                                | サクラ大戦3 デスクトップ アクセサリーズ                                       |      | PC                           |           |
| Sakura Taisen Digital Data-shū: Taishō Jūni-nendo Dennō Kiroku Nenkan               | サクラ大戦 デジタルデータ集 太正十二年度 電脳記録年鑑                         |      | PC                           |           |
| Sakura Taisen V: Desktop Theater                                                    | サクラ大戦V Desktop Theater                                                   |      | PC                           |           |
| Sakura Taisen Keitai Club                                                           | サクラ大戦ケイタイクラブ                                                      |      | Handy (i-mode, Yahoo! Kētai) |           |
| Sakura Taisen @ EZ                                                                  | サクラ大戦@EZ                                                                 |      | Handy (EZweb)                |           |

## Spielmechanik

### Adventure-Modus
Während des Adventure-Modus steuert der Spieler den männlichen Staffelführer der Eingreiftruppe, auf welchen das Spiel fokussiert ist. Durch das Besuchen bestimmter Stellen innerhalb des Gebäudes oder der Stadt kann er mit verschiedenen Charakteren durch das als Live Interactive Picture System (LIPS) bekannte System interagieren. LIPS präsentiert dem Spieler während Unterhaltungen Optionen, aus denen er wählen kann. Wurden Entscheidungen getroffen, inklusive der Option nichts zu wählen, werden diese zu sogenannten „Vertrauenspunkten“ mit dem interagierten Charakter addiert. Diese Punkte haben während des Spiels verschiedene Auswirkungen. So formen sie unter anderem die Beziehungen des Spielers mit den Charakteren und bestimmen den Ausgang des Spiels.

### Kampf-Modus
In den ersten beiden Spielen ist der Kampfmodus vergleichbar mit dem eines taktischen Rollenspiels. Der Spieler gibt Befehle an alle Kampfpiloten in einem quadratischen Gitter. Die Befehle sind in Gruppen sortiert und nur zwei von verschiedenen Gruppen können pro Runde befolgt werden.
Seitdem hat es sich zu einem gitterlosen Aktionspunkte basierten Kampfsystem entwickelt, das als Active and Real-time Machine System (ARMS) bekannt ist. In ARMS kann eine Einheit sich soweit bewegen und so oft angreifen, wie sie Aktionspunkte hat, doch einige Befehle sind noch immer limitiert.
Die Vertrauenspunkte eines Charakters beeinflussen ebenfalls den Gruppenstatus während des Kampfes. Eine Einheit, die über einen Piloten mit mehr Vertrauenspunkten verfügt, zeigt eine bessere Leistung und umgekehrt. Wenn die Einheit eines Teammitgliedes während des Kampfes zerstört wird, wird diese vom Schlachtfeld entfernt und die Pilotin verliert Vertrauenspunkte zum Spieler. Sollte die Einheit des Spielers zerstört werden oder der Spieler die Anforderungen nicht mehr schaffen, ist das Spiel verloren.

## Light Novels
Zwischen 1997 und 2005 wurden in Japan sechs verschiedene Light Novels bzw. Reihen in insgesamt 13 Bänden von den Autoren Satoru Akahori (あかほり さとる) einmal mit Illustrationen von Hidenori Matsubara und Hiroyuki Kawasaki (川崎 ヒロユキ) veröffentlicht.
Die erste dreibändige Light-Novel-Reihe Sakura Taisen Zen’ya unter der redaktionellen Leitung der Red Entertainment Corporation (damals noch Red Company, レッドカンパニー) von Satoru Akahori geschrieben und von Hidenori Matsubara illustriert und dem Skript zu Ai Yueni – Sakura Taisen Kayō Show (愛ゆえに―サクラ大戦歌謡ショウ) von Hiroi Ōji und Naoki Nagashima (永島 直樹) wurden durch Media Works’ Dengeki Bunko (電撃文庫) publiziert. Alle weiteren Bücher wurden durch Fujimi Shobōs Fujimi Fantasia Bunko (富士見ファンタジア文庫) herausgegeben.
| Titel                          | japanisch              | Autor             | Illustrator        | Datum   | ISBN                   |
| ------------------------------ | ---------------------- | ----------------- | ------------------ | ------- | ---------------------- |
| Sakura Taisen Zen’ya           | サクラ大戦 前夜        | Satoru Akahori    | Hidenori Matsubara | 05/1997 | ISBN 978-4-07-306199-1 |
| Sakura Taisen Zen’ya 2         | サクラ大戦 前夜②       | Satoru Akahori    | Hidenori Matsubara | 04/1998 | ISBN 978-4-07-307477-9 |
| Sakura Taisen Zen’ya 3         | サクラ大戦 前夜③       | Satoru Akahori    | Hidenori Matsubara | 08/1998 | ISBN 978-4-07-309482-1 |
| Sakura Taisen 1                | サクラ大戦・巻の一     | Satoru Akahori    |                    | 12/1999 | ISBN 978-4-8291-2937-1 |
| Sakura Taisen 2                | サクラ大戦・巻の二     | Satoru Akahori    |                    | 03/2000 | ISBN 978-4-8291-2958-6 |
| Sakura Taisen 3                | サクラ大戦・巻の三     | Satoru Akahori    |                    | 06/2000 | ISBN 978-4-8291-2976-0 |
| Sakura Taisen 4                | サクラ大戦・巻の四     | Satoru Akahori    |                    | 09/2000 | ISBN 978-4-8291-2999-9 |
| Sakura Taisen – Gōka Kenran    | サクラ大戦～轟華絢爛~  | Hiroyuki Kawasaki |                    | 07/2001 | ISBN 978-4-8291-1351-6 |
| Sakura Taisen – Taishō Renka 1 | サクラ大戦～太正恋歌~① | Hiroyuki Kawasaki |                    | 11/2001 | ISBN 978-4-8291-1388-2 |
| Sakura Taisen – Taishō Renka 2 | サクラ大戦～太正恋歌~② | Hiroyuki Kawasaki |                    | 05/2002 | ISBN 978-4-8291-1432-2 |
| Sakura Taisen: Katsudō Shashin | サクラ大戦 活動写真    | Hiroyuki Kawasaki |                    | 01/2002 | ISBN 978-4-8291-1408-7 |
| Sakura Taisen: Paris Zen’ya 1  | サクラ大戦 巴里前夜1   | Satoru Akahori    |                    | 10/2004 | ISBN 978-4-8291-1660-9 |
| Sakura Taisen: Paris Zen’ya 2  | サクラ大戦 巴里前夜2   | Satoru Akahori    |                    | 11/2005 | ISBN 978-4-8291-1767-5 |

## Anime
Es gibt 6 verschiedene Original Video Animations (OVAs), eine Fernsehserie und einen Kinofilm. 2002 erschien auch eine deutsche Veröffentlichung der ersten OVAs.

### Sakura Wars
1997 erschien in Japan die erste vierteilige OVA Sakura Taisen: Ōka Kenran (サクラ大戦 桜華絢爛). Sie wurde durch Radix animiert. Regie führte Takaaki Ishiyama. 1998 gewann sie auf der dritten Animation Kōbe den "Best Animation Video Award".
Die OVA stellt ein Prequel zu dem Sakura-Taisen-Spiel dar. Sie konzentriert sich auf einzelne Charaktere der Kaiserlichen Eingreiftruppe. Wobei die vierte Episode ungefähr in der Mitte des Spiels angesiedelt ist.
2002 wurde die Serie in Deutschland und in Nordamerika erst auf VHS und dann als Sammeledition zusammen mit der zweiten OVA-Reihe auf DVD als Sakura Wars (OVA 1) veröffentlicht.

### Sakura Wars 2
1999 erschien die zweite OVA-Reihe Sakura Taisen: Gōka Kenran (サクラ大戦 轟華絢爛) bestehend aus 6 Episoden. Diesmal führte Susumu Kudo Regie. Diese sechs Episoden sind Charakterstudien der Kaiserlichen Eingreiftruppe und sind im Zeitrahmen der Spiele Sakura Taisen und Sakura Taisen 2 angesiedelt.
2002 wurde die Reihe in Deutschland und in Nordamerika erst auf zwei VHS und dann als Sammeledition zusammen mit der ersten OVA-Reihe auf DVD als Sakura Wars 2 (OVA 2) veröffentlicht.
In dieser Reihe hatte Ouji Hiroi, der Erfinder Serie, auch eine Sprecherrolle als Boss.

### Sakura Taisen TV
2000 entstand unter der Leitung von Ryutaro Nakamura durch das Anime Studio Madhouse die 25-teilige Fernsehserie Sakura Taisen TV (サクラ大戦TV). Die Charaktere und Schauplätze basieren zwar auf dem Sakura-Taisen-Spiel, die Serie ist aber eine alternative Neuerzählung der Geschichte.
Die Serie ist zwar schon in einige Sprachen übersetzt worden, aber eine deutsche Veröffentlichung war bisher noch nicht dabei.

### Sakura Taisen: Katsudō Shashin
2001 wurde der unter der Regie von Mitsuru Hongo entstandene Kinofilm Sakura Taisen: Katsudō Shashin (サクラ大戦 活動写真) von Production I.G erstmals im japanischen Kino gezeigt. Die Handlung des Films ist zwischen den Spielen Sakura Taisen 3 und Sakura Taisen 4 angesiedelt, das heißt kurz bevor Ichirō Ōgami aus Paris zur Kaiserlichen Eingreiftruppe zurückkehrt.

### Sakura Taisen: Sumire
2002 erschien die durch Radix unter der Regie von Hitoyuki Matsui animierte OVA-Episode Sakura Taisen: Kanzaki Sumire Intai Kinen – „Su-Mi-Re“ (サクラ大戦 ~神崎すみれ 引退記念～「す・み・れ」). Die Handlung der Folge ist nach dem Sakura Taisen 4 Spiel angesiedelt und gedenkt dem Ausscheiden der Synchronsprecherin von 'Kanzaki Sumire' Michie Tomizawa.

### Sakura Taisen: École de Paris
2003 wurden die drei Folgen Sakura Taisen: École de Paris (サクラ大戦 エコール・ド・巴里) als OVA veröffentlicht. Wieder führte Hitoyuki Matsui bei der Animation von Radix Regie. Die OVA ist ein Prequel für das Spiel Sakura Taisen 3 dessen zweite und dritte Episode kurz nach Anfang des Spiels endet und der Formation der Pariser Eingreiftruppe folgt.

### Sakura Taisen: Le Nouveau Paris
Das 2004 veröffentlichte dreiteilige Sequel zum Sakura-Taisen-3-Spiel, der von Radix animierten OVA Sakura Taisen: Le Nouveau Paris (サクラ大戦 ル・ヌーヴォー・巴里) entstand unter der Regie von Yusuke Yamamoto. Die Teammitglieder der Pariser Eingreiftruppe und deren Querelen sich auf einen neuen Captain zu einigen, nach dem Ichiro Ogami nach Tokyo zurückkehrte, während sich gleichzeitig eine jahrhundertealte Gefahr erhebt sind Thema des Sequels.

### Sakura Taisen: New York New York
2007 wurde das Sequel, die sechsteilige OVA Sakura Taisen: New York New York (サクラ大戦 ニューヨーク・紐育), zu Sakura Taisen V veröffentlicht. Für die Regie der von AIC animierten Reihe war Ryuichi Kimura verantwortlich.

### Synchronisation
Über die Serien hinweg waren die Synchronsprecher immer wieder in den gleichen Rollen zu hören. Damit behielten sie innerhalb der Serie ihre Konsistenz. Diese können grob nach dem Wirkungsort der einzelnen Eingreiftruppen unterschieden werden.
| Rolle                        | Japanische Sprecher (Seiyū) | Tokyo | Tokyo | Tokyo | Tokyo | Tokyo | Paris | Paris | New York |
| Rolle                        | Japanische Sprecher (Seiyū) | 1     | 2     | TV    | K     | S     | 1     | 2     | New York |
| ---------------------------- | --------------------------- | ----- | ----- | ----- | ----- | ----- | ----- | ----- | -------- |
| Ichirō Ōgami                 | Akio Suyama                 | X     | X     | X     | X     | X     | X     | X     |          |
| Sakura Shinguji              | Chisa Yokoyama              | X     | X     | X     | X     | X     |       |       |          |
| Ratchet Altair               | Akiko Kuno                  |       |       | X     | X     |       |       |       |          |
| Sumire Kanzaki               | Michie Tomizawa             | X     | X     | X     | X     | X     |       |       |          |
| Iris Chateaubriand           | Kumiko Nishihara            | X     | X     | X     | X     | X     |       |       |          |
| Kanna Kirishima              | Mayumi Tanaka               | X     | X     | X     | X     | X     |       |       |          |
| Maria Tachibana              | Urara Takano                | X     | X     | X     | X     | X     |       |       |          |
| Ri Kohran Li Kohran          | Yuriko Fuchizaki            | X     | X     | X     | X     | X     |       |       |          |
| Ayame Fujieda Kaede Fujieda  | Ai Orikasa                  | X     | X     | X     | X     | X     |       |       |          |
| Kasumi Fujii                 | Akemi Okamura               | X     | X     | X     | X     |       |       |       |          |
| Reni Milchstrasse            | Kazue Ikura                 |       | X     | X     | X     | X     |       |       |          |
| Soletta Orihime              | Maya Okamoto                |       | X     | X     | X     | X     |       |       |          |
| Tsubaki Takamura             | Kyōko Hikami                | X     | X     | X     | X     | X     |       |       |          |
| Yuri Sakakibara              | Yūki Masuda                 | X     | X     | X     | X     | X     |       |       |          |
| Brent Furlong                | Kouichi Yamadera            |       |       |       | X     |       |       |       |          |
| Erica Fontaine               | Noriko Hidaka               |       |       |       |       |       | X     | X     |          |
| Coquelicot                   | Etsuko Kozakura             |       |       |       |       |       | X     | X     |          |
| Lobelia Carlini              | Kikuko Inoue                |       |       |       |       |       | X     | X     |          |
| Glycine Bleumer              | Saeko Shimazu               |       |       |       |       |       | X     | X     |          |
| Hanabi Kitaōji               | Yoshino Takamori            |       |       |       |       |       | X     | X     |          |
| Isabelle „Grand Mere“ Lyotte | Keiko Aizawa                |       |       |       |       |       | X     | X     |          |
| Ci Caprice                   | Mika Kanai                  |       |       |       |       |       | X     | X     |          |
| Mell Raison                  | Sachiko Kojima              |       |       |       |       |       | X     | X     |          |
| Rikaritta Aries              | Ayaka Saitō                 |       |       |       |       |       |       |       | X        |
| Shinjirō Taiga               | Hisayoshi Suganuma          |       |       |       |       |       |       |       | X        |
| Sagiitta Weinberg            | Junko Minagawa              |       |       |       |       |       |       |       | X        |
| Diana Caprice                | Kaya Matsutani              |       |       |       |       |       |       |       | X        |
| Subaru Kujō                  | Mie Sonozaki                |       |       |       |       |       |       |       | X        |
| Gemini Sunrise               | Sanae Kobayashi             |       |       |       |       |       |       |       | X        |

## Manga
Der Manga erscheint seit 2003 fortlaufend von Ōji Hiroi geschrieben und von Masa Ikku (政 一九) illustriert in Kōdanshas Magazine Z Comics. Am 23. Februar 2009 erschien der 9. und bisher letzte Band in Japan. Ab April 2006 wird die Reihe als Sakura Wars durch Egmont Manga & Anime auch auf Deutsch veröffentlicht. Bisher erschienen neun Bände.
Außerdem wurden in Japan ebenfalls in der Magazine Z Comics auch noch die bisher vier Bände vom Sakura Taisen Show Gekijō (サクラ大戦ショウ劇場) von Ōji Hiroi und Kōsuke Fujishima geschrieben und von Kahiro Okutani (奥谷 かひろ, eigentlich: Yūko Akahori (赤堀　裕子)) illustriert veröffentlicht. Dessen erster Band erschien am 21. Juli 2006 und der vierte und bisher letzte am 23. Februar 2009.

## Liveauftritte
Ab 1997 traten die Synchronsprecher in-Charakter in einer Reihe von Sakura-Wars-Musical-Bühnenshows auf. Von 2001 bis 2006 führte die Teikoku Kagekidan (Kaiserliche Eingreiftruppe), zusätzlich zu mehreren kleineren Shows mit Auftritten von nur einem oder mehr Charakteren, zwei große Musicals im Jahr auf: Eine Neujahrs-Show und eine Sommer-Kayou-Show. Einige der Auftritte waren auch in den anderen Medienformen der Serie zu sehen.
Im August 2006 hielt die Teikoku Kagekidan ihre letzte Sommer-Show ab. Obwohl die Liveauftritte 2007 noch weitergingen, waren sie nicht mehr komplett auf Teikoku Kagekidan fokussiert.